# Root (Svizzera)
Root (toponimo tedesco) è un comune svizzero di 5 498 abitanti del Canton Lucerna, nel distretto di Lucerna Campagna.

## Geografia fisica
Root si trova sulla riva destra della Reuss, nella valle della Ron (Rontal).

## Storia
Tra il 1798, anno della sua istituzione, e il 1800 il comune di Root incorporò quello di Dierikon e dal suo territorio nel 1814 furono scorporate le località di Gisikon e Honau, divenute comuni autonomi anche se fino al 1831 costituirono una municipalità del comune di Root

## Monumenti e luoghi d'interesse
- Chiesa parrocchiale cattolica di San Martino, attestata dal XIII secolo, ricostruita nel 1425, nel 1595-1596 e nel 1707-1708 e in seguito ampliata a più riprese, con casa parrocchiale in stile barocco[3].

## Società

### Evoluzione demografica
L'evoluzione demografica è riportata nella seguente tabella:
Abitanti censiti

## Economia
L'economia locale si basa prevalentemente sui settori secondario e terziario e sul pendolarismo in uscita verso Zugo.

## Infrastrutture e trasporti
Il comune di Root è servito dalle stazioni ferroviarie di Gisikon-Root e di Root D4 delle Ferrovie Federali Svizzere, sulla linea Zugo-Lucerna (linea S1 della rete celere di Lucerna e della ferrovia urbana di Zugo).